# Glória
Glória là một đô thị thuộc bang Bahia, Brasil. Đô thị này có diện tích 1402,488 km², dân số năm 2007 là 13619 người, mật độ 9,71 người/km².